# Parafia Kościoła Katolickiego Mariawitów w Długiej Kościelnej
Parafia Przenajświętszego Sakramentu w Długiej Kościelnej – mariawicka parafia kustodii warszawskiej, Kościoła Katolickiego Mariawitów w RP.

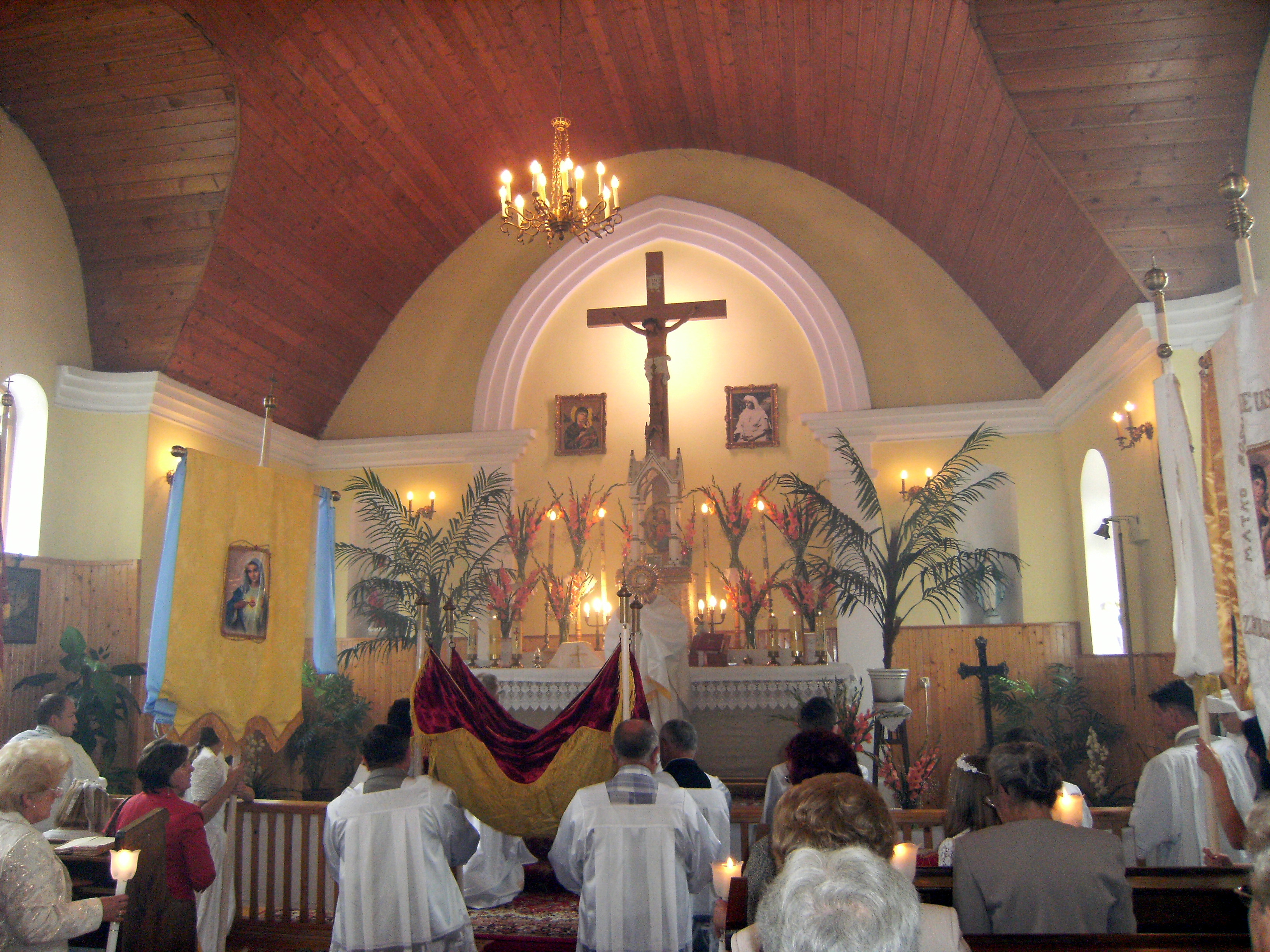
Wnętrze świątyni w Długiej Kościelnej

## Informacje ogólne
Siedziba parafii oraz kościół parafialny znajdują się w Długiej Kościelnej, w gminie Halinów, w powiecie mińskim, w województwie mazowieckim. Prawie wszyscy parafianie mieszkają w Sulejówku, głównie w dzielnicy Żurawka. Do parafii należą także wierni z Długiej Szlacheckiej, Halinowa, Zakrętu oraz diaspora zamieszkująca Wielgolas Brzeziński. W samej Długiej Kościelnej mieszka obecnie tylko jedna parafianka.
W 2016 parafia liczyła 70 rodzin (ok. 200 osób).

## Historia
Kościół mariawicki w Długiej Kościelnej został wybudowany w 1907, w wyniku rozłamu do którego doszło w łonie parafii rzymskokatolickiej św. Anny w tym miejscu. Na terenach centralnego Mazowsza mariawityzm rozwijał się szczególnie prężnie, szybko rozrastała się również parafia Przenajświętszego Sakramentu. 
Po rozłamie mariawickim (1935) parafia pozostała w nurcie mariawityzmu reformowanego i stała się jedną z największych parafii Kościoła Katolickiego Mariawitów; niemal wszystkie sąsiednie wspólnoty przeszły do grupy mariawityzmu tradycyjnego. Długoletnim proboszczem parafii była siostra Maria Joanna Milewska, a po jej śmierci przez niemal czterdzieści lat siostra Janina Maria Agneta Szymczak. Kolejną administratorką parafii była siostra Maria Bożenna Chabowska z Łowicza (zm. 2024). Obecnie nabożeństwa celebrują kapłani i kapłanki ludowe z okolicznych miejscowości. 
Obecnie kościół Przenajświętszego Sakramentu w Długiej Kościelnej jest jedyną wolnostojącą czynną świątynią Katolickiego Kościoła Mariawitów (inne parafie użytkują niewielkie kaplice domowe, a  kościół w Pogorzeli jest nieczynny). Nieopodal świątyni położony jest mariawicki cmentarz parafialny, na którym spoczywają parafianie, kapłani oraz kapłanki przez wiele lat związani z kościołem.

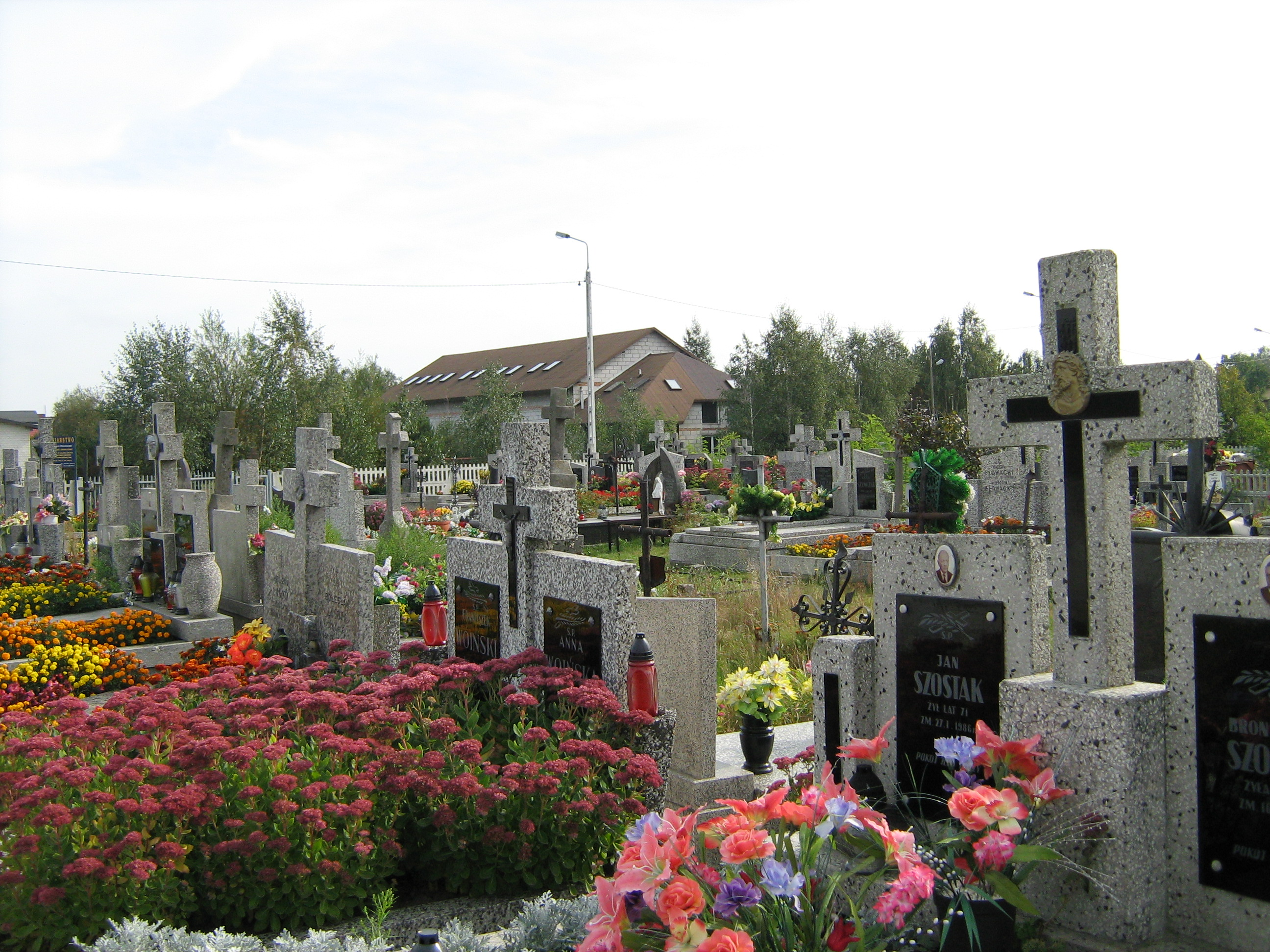
Cmentarz mariawicki w Długiej Kościelnej

## Nabożeństwa
- Msze święte w niedziele i święta o godzinach 9:30 i 11:00
- Adoracja ubłagania 11. dnia każdego miesiąca[1]
- Uroczystość parafialna w najbliższą niedzielę od 26 lipca (Anny i Jakuba – rodziców Mateczki)[a].